# جان كلود دوفالييه
جان كلود دوفالييه (بالفرنسية: Jean-Claude Duvalier)‏
```
(و. 
1951
 – 
2014
 
م
) هو 
سياسي
 من 
هايتي
 ولد في 
بورت أو برنس
.
```

## روابط خارجية
- جان كلود دوفالييه على موقع IMDb (الإنجليزية)
- جان كلود دوفالييه على موقع الموسوعة البريطانية (الإنجليزية)
- جان كلود دوفالييه على موقع مونزينجر (الألمانية)
- جان كلود دوفالييه على موقع إن إن دي بي (الإنجليزية)